# Erupcja Volcán de Fuego (2018)
Erupcja Volcán de Fuego – erupcja wulkanu w czerwcu 2018 w Gwatemali, która obejmowała lahary, przepływy piroklastyczne i chmury popiołu wulkanicznego, która przyczyniła się do wielu ofiar śmiertelnych. Jest to najbardziej śmiercionośna erupcja w kraju od czasu erupcji wulkanu Santamaría w 1902 roku.

## Erupcja

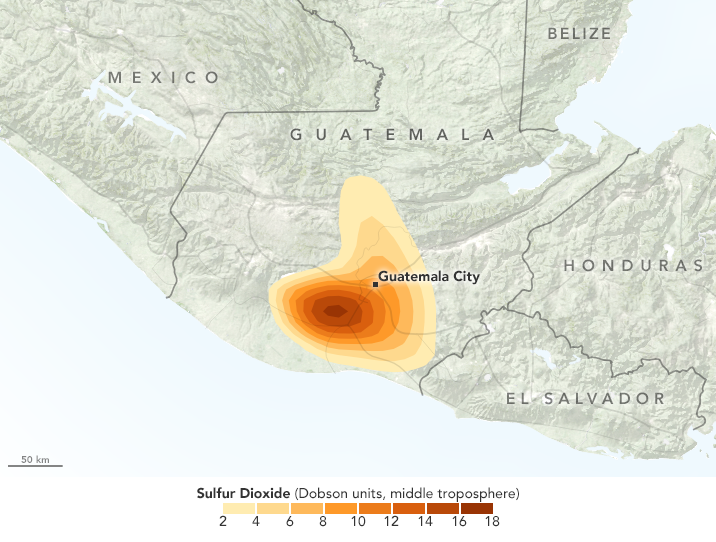
Zdjęcie chmury wulkanicznego pyłu wykonane w elektrowni jądrowej w Suomi o godzinie 13:00 (czasu lokalnego), 19:00 (czasu uniwersalnego) 3 czerwca 2018 roku.

W niedzielę 3 czerwca 2018 roku, około południa czasu lokalnego, w południowej Gwatemali rozpoczęła się erupcja Volcán de Fuego. W wyniku wybuchu wulkanu śmierć poniosło 159 osób, a 300 zostało rannych, głównie na południe od wulkanu w miastach i wioskach El Rodeo, Las Lajas i San Miguel Los Lotes w departamencie Escuintla, w odległości 44 km od miasta Gwatemala. Miejscowość San Miguel Los Lotes, gmina położona 2 km na północ od wioski El Rodeo, została całkowicie zasypana. Erupcja spowodowała ewakuację 3100 ludzi z pobliskich obszarów i wymusiła zamknięcie międzynarodowego lotniska Gwatemala-La Aurora, głównego lotniska w kraju. Lotnisko ponownie zostało otwarte w poniedziałek 4 czerwca po oczyszczeniu przez gwatemalskie wojsko pasów startowych z popiołu wulkanicznego.
Erupcja wytworzyła kolumnę popiołu o wysokości około 15 kilometrów. Lawiny piroklastyczne – szybko poruszające się chmury gorącego gazu i materii wulkanicznej – spowodowały wiele ofiar.

## Reakcje
Prezydent Jimmy Morales w reakcji na katastrofę zarządził trzydniową żałobę narodową i osobiście 4 czerwca odwiedził niektóre dotknięte kataklizmem miasta i wsie. Wyrazy wsparcia, solidarności i oferty pomocy udzieli różni światowi przywódcy. Coordinadora Nacional para la Reducción de Desastres (CONRED), agencja ds. pomocy ofiarom katastrof w Gwatemali, poinformowała, że erupcja i jej popiół dotknęły ponad 1,7 miliona osób. W departamentach Escuintla, Chimaltenango i Sacatepéquez ogłoszono stan wyjątkowy.